# Molon labe
La frase Molon labe (en griego antiguo Μολὼν λαβέ, Molòn labé), cuyo significado es «Ven y tómalas», es una expresión clásica de desafío que, según Plutarco, Leónidas I pronunció antes de la batalla de las Termópilas ante la demanda del ejército aqueménida del rey persa Jerjes I de que depusieran sus armas. Es un ejemplo de laconismo.
La fuente de esta cita es un pasaje de Plutarco incluido en su obra Apophthegmata Laconica (Máximas de espartanos), que forma parte de las Moralia.

## Gramática
La primera palabra, μολών, es el aoristo del participio activo (masculino, nominativo, singular) del verbo griego  βλώσκω blōskō, cuyo significado es 'habiendo venido'. Λαβέ es el aoristo imperativo activo (segunda persona del singular) del verbo griego λαμβάνω lambanō, traducido como 'toma[las]'.